# Tykt og tynt
Tykt og tynt (2001) er en ep fra det norske hiphopband Klovner i Kamp, og den første de udgav. Dette album blev udgivet dengang gruppen kun var en duo og bestod af rapperne Alias (Aslak Hartberg) og Dr. S (Sveinung Eide).

## Sporliste
1. Tykt Og Tynt
2. Kaninkoker
3. Dr. S
4. Kaninkoker 2